# Colnbrook
Colnbrook är en ort i Storbritannien.   Den ligger i grevskapet Berkshire och riksdelen England, i den södra delen av landet, 27 km väster om huvudstaden London. Colnbrook ligger 20 meter över havet och antalet invånare är 5 528.
Terrängen runt Colnbrook är platt. Runt Colnbrook är det mycket tätbefolkat, med 2 915 invånare per kvadratkilometer. Närmaste större samhälle är Slough, 5,9 km nordväst om Colnbrook. Runt Colnbrook är det i huvudsak tätbebyggt.